# ساختمان تجاری غریب
ساختمان تجاری غریب مربوط به دوره پهلوی - ۱۳۱۸ است و در تهران، میدان استقلال، تقاطع جمهوری و لاله زارنو، پلاک ۲۵۱ واقع شده و این اثر در تاریخ ۲۸ اسفند ۱۳۸۵ با شمارهٔ ثبت ۱۸۶۷۵ به‌عنوان یکی از آثار ملی ایران به ثبت رسیده است.